# Чаша Бразилии по футболу
Не следует путать Чашу Бразилии и Кубок Бразилии. Это разные турниры.
Чаша Бразилии (порт.-браз. Taça Brasil) или Трофей Бразилии — национальный бразильский футбольный турнир, проходивший с 1959 по 1968 год. Этот турнир стал одним из первых в стране, который попытался заменить не существовавший тогда национальный чемпионат. В 2010 году этот турнир приравняли к национальному первенству, а обладателей Чаши Бразилии к чемпионам страны. Первый розыгрыш соревнования организовал Жоао Авеланж, член международного олимпийского комитета. Формат кубковых встреч был выбран из-за трудностей, связанных с перемещением команд по стране. А также нехваткой времени: на следующий год какая-то из команд Бразилии должна была участвовать в Кубке Либертадорес, новом турнире, выявлявшем лучший клуб Латинской Америки. В турнире обычно участвовало по одному представителю штатов Бразилии, но в розыгрышах 1961, 1964, 1965 и 1966 годов было по два клуба из Сан-Паулу, а в 1967 — две команды из штата Минас-Жерайс. В том же году в турнире не участвовало ни одного клуба из Сан-Паулу.

## Чемпионы
| Год         | Чемпион   | Второе место   | Третье место             | Четвёртое место     | Лучший бомбардир                                | Голы |
| ----------- | --------- | -------------- | ------------------------ | ------------------- | ----------------------------------------------- | ---- |
| 1959 Детали | Баия      | Сантос         | Васко да Гама            | Гремио              | Брилья (Баия)                                   | 8    |
| 1960 Детали | Палмейрас | Форталеза      | Флуминенсе               | Санта-Круз (Ресифи) | Бесесе (Форталеза)                              | 7    |
| 1961 Детали | Сантос    | Баия           | Америка (Рио-де-Жанейро) | Наутико Ресифи      | Пеле (Сантос)                                   | 9    |
| 1962 Детали | Сантос    | Ботафого       | Интернасьонал            | Спорт Ресифи        | Коутиньо (Сантос)                               | 7    |
| 1963 Детали | Сантос    | Баия           | Ботафого                 | Гремио              | Руйтер (Конфьянса)                              | 9    |
| 1964 Детали | Сантос    | Фламенго       | Сеара                    | Палмейрас           | Пеле (Сантос)                                   | 7    |
| 1965 Детали | Сантос    | Васко да Гама  | Наутико Ресифи           | Палмейрас           | Бита (Наутико Ресифи)                           | 9    |
| 1966 Детали | Крузейро  | Сантос         | Наутико Ресифи           | Флуминенсе          | Бита (Наутико Ресифи) Тониньо Геррейро (Сантос) | 10   |
| 1967 Детали | Палмейрас | Наутико Ресифи | Крузейро                 | Гремио              | Шиклетез (Трези)                                | 6    |
| 1968 Детали | Ботафого  | Форталеза      | Наутико Ресифи           | Крузейро            | Ферретти (Ботафого)                             | 7    |

## Титулы по клубам
| Титулы | Клуб      | Годы                          |
| ------ | --------- | ----------------------------- |
| 5      | Сантос    | 1961, 1962, 1963, 1964 e 1965 |
| 2      | Палмейрас | 1960 e 1967                   |
| 1      | Ботафого  | 1968                          |
| 1      | Крузейро  | 1966                          |
| 1      | Баия      | 1959                          |

## Титулы по штатам
| Штат           | Чемпион | Финалист |
| -------------- | ------- | -------- |
| Сан-Паулу      | 7       | 2        |
| Рио-де-Жанейро | 1       | 3        |
| Баия           | 1       | 2        |
| Минас-Жерайс   | 1       | 0        |
| Сеара          | 0       | 2        |
| Пернамбуку     | 0       | 1        |